# Лееринг, Ян
Ян Лееринг (нидерл. Jean Leering, 11 марта 1934, Амстердам — 1 апреля 2005, Эйндховен) — нидерландский куратор, директор Музея ван Аббе, профессор истории искусства Технологического института в Эйндховене, стоял у истоков профессии куратора.

## Биография

### Начало карьеры
Учился на архитектора в Дельфте. Первая выставка состоялась в Музеум Хет Принсен Хоф в Дельфте. Окончив университет, Ян Лееринг занимался курированием выставки «Автономная архитектура», куда он включил в качестве участников Пиранези Джованни Баттиста, Будде, Клод-Никола Леду, а так же современных американских архитекторов Ф. Л. Райт и Луис Кан.
В 1964 году Ян Лееринг стал директором музея ван Аббе в Эйндховене. Превращение из инженера в директора музея определило основу его кураторской практики. Он уделял большое внимание междисциплинарному подходу. Данный подход начал формироваться уже при работе в музее ван Аббе, где его первая выставка была посвящена искусству и театру. Открытие было приурочено к основанию нового театра в Эйндховене.
Яна Лееринга вдохновляло творчество художника Эля Лисицкого, который в своих работах сочетал практику художника, архитектора, инженера и дизайнера. Отчасти именно разносторонность и междисциплинарность творчества Э. Лсицского и привлекали куратора. В 1965 году состоялась ретроспектива Эля Лисицкого в Ван Аббемузеум, после которой музей приобрёл целый корпус его рисунков и акварелей. Впоследствии Яном Леерингом была сформирована одна из крупнейших коллекций работ этого художника.
Важной частью его работы была организация выставок искусства 1920—1930-х годов (Мохой-Надь, В. Е. Татлин, Франсис Пикабиа).

### Kompas
Главная в кураторской практике Яна Лееринга оказалась серия выставок Kompas, реализованная в музее Ван Аббе.
Цель этой серии заключается в том, чтобы помочь зрителю сориентироваться в современном искусстве послевоенного времени. Серия выставок начала проводиться в 1961 году, первая была посвящена художественной жизни Парижа. В 1962 году прошла выставка об искусстве Лондона Компас 2.
- В 1967 году Ян Лееринг, будучи уже директором музея Ван Аббе, курирует третью выставку из этой серии — Компас 3, Искусство Нью-Йорка с 1945 года.

Компас служит для того, чтобы помогать нам определить, откуда дует ветер.Ян Лееринг
В силу того, что размеры американских произведений искусства зачастую большого размера и формата, Ян Лееринг выставил только 70 работ. В среднем от каждого художника было представлено по 3 произведения. Ян Лееринг стремился отразить уход американских художников из под влияния Европы. На выставке были представлены работы Поллока, Виллема де Кунинга, Барнетта Ньюмана. Своим творчеством художники демонстрируют независимость и автономность. Изобретая собственные стили и направления, они сами стали источником влияния на Европу. Эта выставка была общим обзором американского искусства: поп-арта, абстрактного экспрессионизма. Традиционные понятия живописи и скульптуры на этой выставке ставились под вопрос, Ян Лееринг призывал к расширению определений и терминов искусствознания.
- Проект Компас 4 был реализован в 1969 году, где было представлено искусство Лос-Анджелеса и Сан-Франциско. Выставка стала первым крупным показом искусства Западного побережья в Европе.

В этих проектах Ян Лееринг сравнивает Восток и Запад художественной жизни США. По его мнению, искусство Восточного побережья более централизовано, в то время как Западное представляет собой не единое целое, а скорее несколько серий художественных смыслов. Предыдущая выставка Компас 3 (Нью-Йорк) провозглашала город центром культурной и художественной жизни, вокруг которого сосредотачивалось современное искусство. В 1969 году он объединяет два города: Сан-Франциско и Лос-Анджелес — в силу того, что художники Западного побережья принадлежат обоим городам одновременно. Например, многие из них учились в Институте искусств Сан-Франциско, а затем переехали в Лос-Анджелес. Куратор в своём проекте презентует работы художественного сообщества находящегося между этими двумя центрами искусства на Западном побережье.
Работы на выставке были разделены по видам искусства (новые медиа, световые инсталляции, ассамбляж), а также по направлениям и школам. Компас 4 показывал работы таких художников, как Клиффорд Стилл, Питер Вулкос, Эдвард Кинхольц, Брюс Науман, Роберт Ирвин, Эд Рушей и др.
Критика Выставок Компас:
1. Отсутствие женщины-художницы в качестве участника выставок Компас 3 и Компас 4.

1. Считается, что Ян Лееринг применил слишком узкий подход для показа американского искусства, разделив его на Восточную и Западную части. Сами художники США себя подобным образом не идентифицируют, вследствие чего такой подход расценивается не как факт, а как навязывание со стороны куратора[10].

Планировалась пятая выставка в серии Компас, которая демонстрировала бы европейское искусство послевоенного времени, но так и осталась неосуществленным проектом.

### Междисциплинарные проекты
В 1972 году Яном Леерингом была организована выставка «Улица. Форма совместного существования» в музее Ван Аббе, для осуществления которой он привлёк к участию художников, архитекторов, социологов, антропологов, географов и историков. Куратор стремился создать проект, который бы опирался на интересы публики. По его словам, улицы формируются не только градостроителями, но и людьми, которые пользуются этой улицей: гуляют, работают, живут. Куратор ставил перед собой задачу исследовать улицы и общество, показать улицу как способ интерпретации социальных отношений. Выставка была призвана повысить роль музея в обществе, заявить о возможности говорить на социальные темы с помощью искусства. Кроме того, в рамках данной выставки проводились социологические исследования, результаты которых затем были опубликованы в каталоге.
Ян Лееринг хотел дальше продолжать подобные эксперименты в музее, но новый мэр Эйндховена не поощрял подобные инициативы. Куратор уходит в отставку и перебирается в Амстердам, возглавляет Тропенмузеум, позже стал профессором истории искусства в Технологическом университете Эйндховена.
Куратор в своей работе пытался сделать искусство менее элитарным и увеличить долю общественного участия в деятельности музея. Его главная цель заключалась в том, чтобы сделать из художественного музея антропологический. По его мнению, искусство предназначено для того, чтобы дать людям возможность понять собственные жизненные ситуации. Яну Леерингу хотелось, чтобы искусство играло большую роль в жизни обычных людей. В этом смысле, куратор считает, что музею есть чему поучиться у публичной библиотеки.